# Adixia
 (juin 2024).
Si vous disposez d'ouvrages ou d'articles de référence ou si vous connaissez des sites web de qualité traitant du thème abordé ici, merci de compléter l'article en donnant les références utiles à sa vérifiabilité et en les liant à la section « Notes et références ».
Adixia est une candidate de téléréalité, influenceuse et DJ belgo-italo-croate[réf. souhaitée], née le 4 avril 1992 à la Louvière (Belgique).

## Biographie
Née à La Louvière le 4 avril 1992, Adixia, de son vrai nom Adeline Romaniello, est de nationalité italienne et croate[réf. nécessaire].
Elle a vécu à La Louvière.
Elle s'est fait connaître grâce à sa participation dans des émissions de téléréalité telles que "Les Ch'tis" et "Les Marseillais", mais elle est recalée des Anges de la téléréalité en 2013.
Adixia est également une influenceuse reconnue sur les réseaux sociaux. Avec des millions de followers, elle partage régulièrement des moments de sa vie quotidienne, des conseils beauté et mode, ainsi que des aperçus de ses voyages et de ses aventures professionnelles.

### Carrière

#### Téléréalité
Adixia a commencé sa carrière télévisuelle en 2013 avec sa première émission de téléréalité, "Les Ch'tis à Hollywood". Elle a ensuite participé à plusieurs saisons des "Ch'tis" ainsi qu'à des crossover avec "Les Marseillais", renforçant sa popularité. Elle s'est également lancée dans la musique en tant que DJ.

#### Musique
Elle apparaît dans le clip Tous à poil du rappeur bruxellois L’AB2C.
En 2015, elle fonde le duo de musique électro Pagadixx avec son ex-compagnon Paga. Ils publient ensemble des titres tels que "Just Married", "Heaven" et "Stronger". Le duo est dissous en 2017.
En 2024, elle reprend Libertine de Mylène Farmer.

## Vie privée
Elle est bisexuelle.
Entre 2014 et 2017, elle vit avec Anthony Paggini, dit "Paga", un DJ qu'elle a rencontré dans l'émission Les Marseillais, et qui est également son ex-mari. De 2017 à 2020, elle est en couple avec Jim Zerga, également DJ. En mai 2021, elle est en couple avec Illan Castronovo. En 2021, elle est en couple avec Simon Castaldi, fils de Benjamin Castaldi, avec qui elle partage deux ans de relation.
Début 2025 , elle annonce sa séparation avec Simon Feraud dans une vidéo ,un candidat de télé-réalité et paysagiste qu'elle a rencontré sur le tournage de Marié(e)s à tout prix
Le 19 mai 2025, Adixia a officialisé sa nouvelle relation avec Nicolo, également candidat de téléréalité, sur le réseau social Instagram. Selon leurs confidences, Adixia et Nicolo, d'abord amis, seraient tombés amoureux sur le tournage de "The Détective Club : Qui a volé Kiki ?", émission dont la diffusion est imminente sur la chaine W9. Il était donc compliqué pour les amoureux de garder leur couple privé avant la diffusion officielle, étant tous les deux régulièrement scrutés et paparazzés sur les réseaux sociaux. C'est à l'occasion du festival de Cannes qu'ils ont pu faire sensation, s'affichant fièrement au bras l'un de l'autre, plus amoureux que jamais.

## Filmographie
- 2013 : Les Anges 5 : Welcome to Florida sur NRJ12 : prime de lancement
- 2013 : Les Ch'tis à Hollywood sur W9[2]
- 2014 : Les Marseillais à Rio sur W9[2]
- 2014 : Les Ch'tis vs Les Marseillais 1 sur W9[2]
- 2014 : Total Blackout sur W9
- 2014 : Les Ch'tis dans la Jet Set sur W9[2]
- 2015 : Les Marseillais en Thaïlande sur W9[2]
- 2015 : Les Ch'tis vs Les Marseillais : La Revanche sur W9[2]
- 2016 : Les Marseillais : South Africa sur W9[2]
- 2016 : Les Marseillais & Les Ch'tis vs Le Reste du Monde sur W9[14]
- 2017 : Les Marseillais : South America sur W9[2]
- 2017 : Les Marseillais vs Le Reste du Monde 2 sur W9[2]
- 2018 : Les Marseillais : Australia sur W9[2]
- 2019 : Les Marseillais : Asian Tour sur W9[2]
- 2020 : Tattoo Confessions 1 sur M6+
- 2021 : Le Reste du Monde 1 sur W9[2]
- 2021 : Les Marseillais vs Le Reste du Monde 6 sur W9[2]
- 2021 : Tattoo Confessions sur W9
- 2021 : Les Reines du shopping sur M6
- 2022 : Un dîner presque parfait sur W9
- 2022 : Les Apprentis Aventuriers 5 sur W9[2]
- 2022 : Le Reste du Monde 2 sur W9[2]
- 2022 : Les Cinquante sur W9[2]
- 2022 : C’est la famille 2 sur W9 - Invitée [2]
- 2023: Marié(e) à tout prix sur W9[5]
- 2024 : Super Mytho sur W9
- 2024 : Les Apprentis Champions sur W9[2]
- 2024 : Interview Uncut 1 sur M6+
- 2024 : C'est la famille 5 sur W9
- 2025 : The Detective Club : Qui a volé Kiki ? sur W9
- 2025 : Toute la vérité avec Giuseppa sur M6+